# (What's the Story) Morning Glory?
Albums de Oasis
Definitely Maybe
(1994) Be Here Now
(1997)
Singles
1. Some Might Say
Sortie : 24 avril 1995
2. Roll with It
Sortie : 14 août 1995
3. Morning Glory
Sortie : 15 septembre 1995
4. Wonderwall
Sortie : 30 octobre 1995
5. Don't Look Back in Anger
Sortie : 19 février 1996
6. Champagne Supernova
Sortie : 13 mai 1996

(What's the Story) Morning Glory? est le deuxième album du groupe de rock anglais Oasis, sorti le 2 octobre 1995 chez Creation Records. Il contient parmi les plus grands tubes d'Oasis comme Some Might Say, Champagne Supernova, Don't Look Back in Anger, et bien sûr Wonderwall qui connaît un très grand succès. Le son du groupe se fait moins brut que celui de Definitely Maybe avec des arrangements plus variés.
Il sort au plus fort de la rivalité du groupe avec Blur et occupe à sa sortie la première place des classements musicaux au Royaume-Uni et dans plusieurs autres pays. Il est désormais le plus grand succès commercial du groupe avec plus de 22 millions d'albums vendus à travers le monde. Il reçoit plusieurs récompenses, dont le Brit Award du meilleur album britannique en 1996, et est suivi par une tournée ayant engendré quelques-uns des plus grands concerts de la carrière du groupe, notamment celui de Knebworth, renforçant ainsi l'« Oasismania » qui marque le sommet de leur popularité en 1995 et 1996. Accueilli tout d'abord de façon mitigée par la critique, il est par la suite considéré comme l'album phare de la britpop et figure dans plusieurs listes des meilleurs albums de tous les temps.

## Enregistrement
Après le succès de Definitely Maybe, premier album d'Oasis sorti en 1994, le groupe retourne en studio d'enregistrement en mai 1995. Le batteur Tony McCarroll a été renvoyé le mois précédent, après la sortie du single Some Might Say, qui avait été enregistré en mars. Il s'agit donc de son dernier enregistrement avec le groupe. Il est remplacé par Alan White. Accompagné du producteur Owen Morris, le groupe réserve les studios Rockfield, situés à Monmouth dans la campagne galloise, pour six semaines.
Les premières séances d'enregistrement sont très productives, Roll with It étant enregistrée en live en une seule prise, . Les jours suivants, le groupe enregistre d'autres chansons à raison d'une par jour. Hello est enregistrée le deuxième jour. Wonderwall et Don't Look Back in Anger les troisième et quatrième jours respectivement. Noel souhaite chanter un de ces deux morceaux et laisse le choix à Liam, qui choisit de chanter Wonderwall. Noel assure donc le chant sur Don't Look Back in Anger. Le cinquième jour, après l'enregistrement de Champagne Supernova, Liam fait venir dans le studio un groupe de personnes rencontrées dans un pub local. Cela entraîne une violente dispute entre les deux frères, Noel finissant par frapper Liam à la tête avec une batte de cricket,. L’enregistrement est par conséquent suspendu après une semaine de sessions,.
Deux semaines plus tard, le groupe retourne au studio. Les deux frères échangent une accolade et l'enregistrement reprend, de nouveau au rythme d'une chanson par jour. Morning Glory, She’s Electric, Cast No Shadow, Step Out (face B du single Don't Look Back in Anger) et Bonehead's Bank Holiday (qui apparaît sur la version vinyle de l'album) sont enregistrées. Owen Morris décrit la session comme la « moins stressante et la plus joyeusement créative » qu'il ait connu dans toute sa carrière de producteur. Plus tard, pendant la phase de mixage de l'album aux studios Orinoco à Londres, Paul Weller enregistre des overdubs de guitare solo et de chœurs sur Champagne Supernova. Il ajoute également des pistes de guitare et d'harmonica sur la chanson instrumentale The Swamp Song qui avait été enregistrée par le groupe au festival de Glastonbury la même année. Le morceau apparaît sur l'album sous la forme de deux extraits de quelques secondes sans titres placés respectivement entre les chansons Hey Now! et Some Might Say, et entre Morning Glory et Champagne Supernova. La version complète apparaît en face B du single Wonderwall et plus tard dans la compilation The Masterplan en 1998. La dernière chanson composée pour l'album, Cast No Shadow, est écrite par Noel Gallagher dans un train qui le ramène au pays de Galles. La chanson est dédiée à Richard Ashcroft de The Verve,. À la fin de l'enregistrement, Owen Morris déclare que l'album va tout balayer sur son passage et que ce sera le Never Mind the Bollocks de la décennie.
Le mixage et le matriçage de l'album se déroulent à Londres. La technique de matriçage utilisée, avec une très forte compression, a conduit certains journalistes à prétendre qu'elle était responsable d'avoir déclenché la course au volume. Andy Bennet et John Stratton notent dans leur livre sur la britpop que cette technique a pour résultat des chansons particulièrement bruyantes, la voix de Liam Gallagher étant mise au premier plan à un tel point qu'elle est plus proche d'un son live que d'un enregistrement traditionnel.

## Composition
Le style musical de l'album diffère sensiblement de Definitely Maybe, les compositions étant plus axées sur les ballades et mettant l'accent sur des refrains percutants qui restent dans la tête, alors que l'instrumentation et les arrangements plus variés contrastent avec le son brut du premier album. Le single Whatever, enregistré entre les deux albums avec l'Orchestre symphonique de Londres, sert de modèle pour définir le son plus doux de la plupart des chansons de (What's the Story) Morning Glory?. Pour Noel Gallagher, Definitely Maybe évoque le fait de rêver d'être une star de la musique alors que (What's the Story) Morning Glory? évoque celui d'être réellement une star de la musique. Dans un documentaire sur BBC Two, l'ancien rédacteur en chef du New Musical Express affirme que Noel Gallagher commence avec cet album à assumer sérieusement le fait d'être la voix de toute une génération. Le timbre de voix et l'accent mancunien de Liam Gallagher contribue à l'efficacité des mélodies et des paroles et son « sens de la sentimentalité » dans Wonderwall augure du « découragement de sa génération ».
L'album est parsemé d'emprunts et de références musicales. Ainsi, Hello est fortement influencée par Hello, Hello, I'm Back Again de Gary Glitter qui est d'ailleurs crédité comme coauteur ; Don't Look Back in Anger s'inspire d'Imagine de John Lennon pour son introduction ; She's Electric contient des clins d'œil à With a Little Help from My Friends des Beatles et au thème musical de l'émission pour enfants des années 1970 You and Me ; et Morning Glory est influencé par The One I Love de R.E.M.. La chanson Step Out présente une telle ressemblance avec Uptight (Everything's Alright) de Stevie Wonder qu'elle est retirée de l'album au dernier moment devant la menace de poursuites judiciaires.

## Titre et pochette
Le titre de l'album est tiré des paroles du morceau Morning Glory. Morning glory est le nom donné en anglais à la plante Ipomoea tricolor. En argot, cette expression désigne une érection matinale, bien que les paroles du morceau semblent plutôt évoquer la consommation de cocaïne,,.
La pochette est une photographie où l'on voit un homme de dos qui marche dans une rue et croise un autre homme, dont le visage est flou. L'homme de dos est le directeur artistique Brian Cannon, qui a conçu la pochette, alors que celui qui arrive en face est Sean Rowley, un DJ londonien. Sur la gauche, entre le second réverbère et l'épaule de Sean Rowley, un homme se tient de profil en se masquant le visage avec un objet. Il s'agit du producteur de l'album Owen Morris tenant le master de ce dernier dans sa main. La photo a été prise à 5h du matin pour de meilleures conditions de lumière (les réverbères sont allumés) sur Berwick Street (en venant d'Oxford Street) dans le quartier de Soho à Londres, célèbre pour ses disquaires indépendants,.

## Sortie et accueil
La sortie de l'album est précédée par celle de deux singles au Royaume-Uni. Le premier, Some Might Say, sort six mois avant l'album et se classe à la première place de l'UK Singles Chart. La sortie du second, Roll with It, donne lieu à un évènement resté dans les annales de la musique : le groupe Blur, apprenant la date de sortie de ce single, décide de retarder celle du sien, Country House, d'une semaine pour que les deux chansons sortent en même temps et ainsi les confronter. C'est le point de départ de la fameuse Battle of Britpop, très largement médiatisée par les journaux et la télévision et supposée symboliser la lutte entre la classe moyenne du sud du pays et la classe ouvrière du nord. Finalement Country House se classe première des charts britanniques et Roll with It deuxième, avec des ventes respectives de 274 000 et 216 000 exemplaires, l'ensemble des ventes de singles cette semaine-là ayant augmenté de 41 pour cent. Un mois plus tard, lors d'une interview, Noel Gallagher est interrogé au sujet de la rivalité d'Oasis avec Blur et lance au sujet de Damon Albarn et d'Alex James : « j'espère qu'ils choperont le SIDA et qu'ils crèveront parce que je les déteste tous les deux ». Cette phrase provoque une forte controverse et Noel écrit une lettre d'excuses.
(What's the Story) Morning Glory? sort finalement le 2 octobre 1995 et entre directement à la première place du classement de ventes d'albums au Royaume-Uni. Il reste dans les trois premières places pendant sept mois. À la suite du succès international de Wonderwall, l'album connaît également le succès à l'étranger, se classant premier en Australie, au Canada, en Espagne, en Irlande, en Nouvelle-Zélande, en Suède et en Suisse ainsi que dans le Top 10 de tous les autres principaux classements internationaux. L'album se vend à plus de quatre millions d'exemplaires aux États-Unis. Il fait partie des cinq albums les plus vendus de tous les temps au Royaume-Uni, avec plus de 5,4 millions d'exemplaires écoulés,,. Il s'est vendu à plus de 22 millions d'exemplaires à travers le monde.

### Classements et certifications
| Classement musical                           | Meilleure position |
| -------------------------------------------- | ------------------ |
| Allemagne (Media Control AG)                 | 3                  |
| Australie (ARIA)                             | 1                  |
| Autriche (Ö3 Austria Top 40)                 | 3                  |
| Belgique (Flandre Ultratop)                  | 7                  |
| Belgique (Wallonie Ultratop)                 | 3                  |
| Canada (Canadian Albums Chart)               | 1                  |
| Danemark (Tracklisten)                       | 3                  |
| Espagne (Productores de Música de España)    | 1                  |
| États-Unis (Billboard 200)                   | 4                  |
| Finlande (Suomen virallinen lista)           | 8                  |
| France (SNEP)                                | 8                  |
| Irlande (Irish Recorded Music Association)   | 1                  |
| Italie (FIMI)                                | 5                  |
| Norvège (VG-lista)                           | 5                  |
| Nouvelle-Zélande (RIANZ)                     | 1                  |
| Pays-Bas (Mega Album Top 100)                | 4                  |
| Portugal (Associação Fonográfica Portuguesa) | 6                  |
| Royaume-Uni (UK Albums Chart)                | 1                  |
| Suède (Sverigetopplistan)                    | 1                  |
| Suisse (Schweizer Hitparade)                 | 1                  |

| Pays             | Ventes      | Certifications |
| ---------------- | ----------- | -------------- |
| Allemagne        | 250 000 +   | Or             |
| Argentine        | 30 000 +    | Or             |
| Australie        | 560 000 +   | 8 × Platine    |
| Autriche         | 25 000 +    | Or             |
| Belgique         | 25 000 +    | Or             |
| Canada           | 800 000 +   | 8 × Platine    |
| Danemark         | 120 000 +   | 6 × Platine    |
| Espagne          | 200 000 +   | 2 × Platine    |
| États-Unis       | 4 000 000 + | 4 × Platine    |
| Finlande         | 27 000 +    | Or             |
| France           | 300 000 +   | Platine        |
| Irlande          | 90 000 +    | 6 × Platine    |
| Italie           | 100 000 +   | Platine        |
| Japon            | 200 000 +   | Platine        |
| Norvège          | 50 000 +    | Platine        |
| Nouvelle-Zélande | 15 000 +    | Platine        |
| Pays-Bas         | 50 000 +    | Or             |
| Royaume-Uni      | 5 400 000 + | 18 × Platine   |
| Suède            | 100 000 +   | Platine        |
| Suisse           | 25 000 +    | Or             |

### Accueil critique
L'album a été accueilli à sa sortie de manière mitigée par la critique. Ainsi, David Stubbs, du Melody Maker, évoque un album « occasionnellement sublime mais trop souvent laborieux et paresseux », alors qu'Andy Gill, de The Independent, estime qu'il faut attendre la fin de l'album pour avoir des œuvres vraiment brillantes comme Morning Glory et Champagne Supernova. David Cavanagh, du magazine Q, estime quant à lui que les paroles des chansons « n'ont aucune signification et aucune portée ».
Parmi les critiques positives, Jon Wiederhorn, de Rolling Stone, affirme que l'album est un « courageux bond en avant qui révèle un important développement à la fois musical et personnel, sans parler d'une plus grande connaissance du catalogue des Beatles » et que le groupe « plutôt que de cacher ses influences, s'épanouit dans celles-ci de façon irrévérencieuse jusqu'au point d'en jeter quelques-unes au visage des critiques ». Mike Flaherty, d'Entertainment Weekly, met en avant la « profondeur bienvenue » des ballades Cast No Shadow et Don't Look Back in Anger, le « culot irrésistible » de She's Electric et « le coda élégant » qu'est Champagne Supernova, et estime que seul « le contagieux Roll with It » est gâché par des « paroles insipides ». Robert Christgau estime que c'est un album « plaisant » à « l'esthétique prépondérante » et met particulièrement en avant Roll with It et She's Electric.
Par la suite, les critiques se font quasi-unanimement très favorables. Pour Stephen Erlewine, d'AllMusic, Noel Gallagher « se livre à quelques emprunts » et n'est pas un grand innovateur mais il est « sans égal pour concevoir des mélodies pop rock » alors que le groupe atteint « une majesté sonore qui rend des ballades comme Wonderwall ou des morceaux plus rock comme Some Might Say positivement transcendants » et que le chant de Liam Gallagher est devenu « plus fin et nuancé ». Pricilia Decoene, de Music Story, évoque un album qui « marque une nette évolution musicale du quintette », « apparaît tout de suite plus abouti » que le premier album du groupe et fait « entrer Oasis dans la légende ». John Harris, dans son livre sur la britpop, estime que les critiques négatives de l'époque sont passées à côté des forces universelles de l'album et que la nature « ordinaire » de nombre de chansons de l'album « s'est révélée faire partie intégrante de son charme extrêmement démagogique ».

### Distinctions
Lors des Brit Awards 1996, Oasis remporte les prix du meilleur album britannique, du meilleur groupe britannique et de la meilleure vidéo britannique pour le single Wonderwall, qui est aussi nommé, avec Roll with It, dans la catégorie de la chanson de l'année, prix remporté par Back for Good de Take That.

## Tournée
Le groupe entame le 22 juin 1995 à Bath une série de 103 concerts, principalement en Europe et en Amérique du Nord avec également quelques dates au Japon, qui s'achève le 4 décembre 1996 à Rochester. La tournée est interrompue plusieurs fois et plusieurs concerts sont annulés en raison des querelles régulières entre les frères Gallagher.
En septembre 1995, le bassiste Paul McGuigan quitte le groupe après s'être fait insulter par Liam Gallagher. Il est remplacé par Scott McLeod mais celui-ci n'arrive pas à s'adapter au mode de vie frénétique du groupe et le quitte à son tour pendant une tournée américaine. Le groupe joue quelques concerts à quatre avant que McGuigan ne soit convaincu de réintégrer la formation début novembre.
Les 10 et 11 août 1996, le groupe joue deux concerts à Knebworth devant 250 000 spectateurs sur les deux soirs, un record d'audience pour un concert sur le sol britannique. Le 23 août, juste avant un MTV Unplugged au Royal Festival Hall, Liam prétexte des douleurs à la gorge pour y renoncer et Noel doit prendre sa place au chant. Quatre jours après, Liam décide de ne pas participer à la tournée américaine du groupe avant de finalement la rejoindre le 30 août. Mais après de nouveaux incidents avec son frère, Noel quitte la tournée. Toutes les dates prévues en Australie et en Nouvelle-Zélande sont annulées et des rumeurs circulent sur une possible dissolution du groupe avant que les deux frères ne se réconcilient.
Le DVD …There and Then, sorti le 19 novembre 1996, est constitué de chansons interprétées lors des concerts au Earls Court Exhibition Centre de Londres les 4 et 5 novembre 1995 et au Maine Road de Manchester le 28 avril 1996.

## Postérité
(What's the Story) Morning Glory? a remporté des éloges et des prix longtemps après sa sortie, et il est largement considéré comme l'un des albums majeurs des années 1990. Oasis devient avec lui l'un des groupes britanniques les plus connus de tous les temps et les médias établissent souvent des comparaisons avec les Beatles alors que les frères Gallagher font régulièrement la une des tabloïds pendant deux ans. Analysant le phénomène de la britpop déclenché en grande partie par l'album, John Harris affirme que ce dernier, et Wonderwall en particulier, a redéfini les règles de la musique britannique, car « la ballade aérienne devient un passage obligé et l'ère des blousons en cuir du rock'n'roll est désormais révolue ». Pour Gilles Verlant, « il n'y a strictement rien de révolutionnaire dans les chansons de Noel Gallagher, qui recyclent des plans piqués aux Beatles, aux Kinks, aux Jam et aux Stones, mais le savoir-faire se mue en réel talent quand il s'agit de transcender ses sources pour créer une musique universellement acceptée ». Dans Les 1001 albums qu'il faut avoir écoutés dans sa vie, il est mis en avant pour « son incroyable capacité à évoquer une époque et un endroit qu'aucun autre album anglais publié [dans la décennie suivante] n'a su retrouver ».
En automne 1997, dans un grand classement nommé Music Of The Millenium Poll organisé par HMV et Channel 4, l'album a été nommé 5e meilleur album de tous les temps. En 2006, il a été nommé 39e du top 100 des meilleurs albums de tous les temps par un vote en Australie nommé My Favourite Album et réunissant près de 5 millions de personnes. En 2010, il remporte aux Brit Awards le prix du meilleur album britannique des trente dernières années, trophée que Liam Gallagher jette dans le public après l'avoir reçu.
En 2003, l'album a été classé 376e de la liste des 500 plus grands albums de tous les temps du magazine Rolling Stone et, en 2012, lors de la réactualisation du classement, il apparaît à la 378e place . Dans un classement similaire établi par le New Musical Express en 2013, il figure à la 67e place. Spin Magazine l'a classé à la 21e place dans sa liste des 125 meilleurs albums des 25 dernières années en avril 2010.

## Liste des chansons
Toutes les chansons sont écrites et composées par Noel Gallagher, sauf mention contraire. L'édition vinyle comporte en plus la chanson Bonehead's Bank Holiday entre The Swamp Song (version 1) et Some Might Say.

### Édition d'origine
| No  | Titre                                              | Durée |
| --- | -------------------------------------------------- | ----- |
| 1.  | Hello (Noel Gallagher, Gary Glitter, Mike Leander) | 3:21  |
| 2.  | Roll with It                                       | 3:59  |
| 3.  | Wonderwall                                         | 4:18  |
| 4.  | Don't Look Back in Anger                           | 4:48  |
| 5.  | Hey Now!                                           | 5:41  |
| 6.  | (sans titre) (premier extrait de The Swamp Song)   | 0:44  |
| 7.  | Some Might Say                                     | 5:29  |
| 8.  | Cast No Shadow                                     | 4:51  |
| 9.  | She's Electric                                     | 3:40  |
| 10. | Morning Glory                                      | 5:03  |
| 11. | (sans titre) (second extrait de The Swamp Song)    | 0:39  |
| 12. | Champagne Supernova                                | 7:27  |

### Réédition de 2014
| 1.  | Talk Tonight                            |                                          | 4:24 |
| 2.  | Acquiesce                               |                                          | 4:29 |
| 3.  | Headshrinker                            |                                          | 4:42 |
| 4.  | It's Better People                      |                                          | 4:01 |
| 5.  | Rockin' Chair                           |                                          | 4:40 |
| 6.  | Step Out                                | Stevie Wonder, Henry Cosby et Sylvia Moy | 3:45 |
| 7.  | Underneath the Sky                      |                                          | 3:25 |
| 8.  | Cum On Feel the Noize                   | Noddy Holder et Jim Lea                  | 5:13 |
| 9.  | Round Are Way                           |                                          | 5:45 |
| 10. | The Swamp Song                          |                                          | 4:23 |
| 11. | The Masterplan                          |                                          | 5:26 |
| 12. | Bonehead's Bank Holiday                 |                                          | 4:03 |
| 13. | Champagne Supernova (Brendan Lynch Mix) |                                          | 6:59 |
| 14. | You've Got to Hide Your Love Away       |                                          | 2:18 |

| 1.  | Acquiesce (live at Earls Court)         | 3:55 |
| 2.  | Some Might Say (demo)                   | 4:04 |
| 3.  | Some Might Say (live at Roskilde)       | 5:07 |
| 4.  | She's Electric (demo)                   | 3:03 |
| 5.  | Talk Tonight (live at Bath Pavilion)    | 3:43 |
| 6.  | Rockin' Chair (demo)                    | 4:05 |
| 7.  | Hello (live at Roskilde)                | 3:24 |
| 8.  | Roll with It (live at Roskilde)         | 4:08 |
| 9.  | Morning Glory (live at Roskilde)        | 4:48 |
| 10. | Hey Now (demo)                          | 3:08 |
| 11. | Bonehead's Bank Holiday (demo)          | 2:09 |
| 12. | Round Are Way (MTV Unplugged)           | 4:52 |
| 13. | Cast No Shadow (live at Maine Road)     | 4:06 |
| 14. | The Masterplan (live at Knebworth Park) | 4:56 |

## Crédits
| Oasis - Liam Gallagher - chant, tambourin - Noel Gallagher - guitare solo, piano, mellotron, EBow, production, chant sur Don't Look Back in Anger - Paul Arthurs - guitare rythmique, piano, mellotron - Paul McGuigan - guitare basse - Alan White - batterie, percussions Musiciens additionnels - Tony McCarroll - batterie sur Some Might Say - Paul Weller - guitare et chœurs sur Champagne Supernova, harmonica sur The Swamp Song | - Owen Morris - production - Neil Dorfsman - mixage - David Swope - assistant mixage - Vlado Meller - matriçage - Brian Cannon - directeur artistique et design - Mathew Sankey - assistant design - Michael Spencer Jones - photographie |